# Converso
Converso és una pel·lícula documental espanyola del 2017 escrita i dirigida per David Arratibel sobre el fet religiós i la seva acceptació entre els diferents membres d'una mateixa família, un agnòstic i als altres catòlics practicants. Fou estrenada el 27 de setembre de 2017.

## Argument
El títol fa un doble joc, ja que "convers" també ve del verb "conversar". Un bon dia, les germanes, la mare i el cunyat del director del documental es converteixen de sobte al catolicisme. Arratíbel tracta d'esbrinar el funcionament del mecanisme que els ha dut a adoptar aquesta decisió, de tal manera que s'asseu en una cadira com si fos un confessionari tant per ell com per la resta de participants, i iniciarà un debat davant un mirall sobre la fe, la família i l'harmonia.
| « | Si l'Esperit Sant entra a casa nostra, és possible fer una pel·lícula sobre ell?. | » |

## Nominacions i premis
Va guanyar la Bisnaga de Plata al millor llargmetratge del Festival de Màlaga de 2017 i el premi del públic al Festival Internacional de Cinema Documental de Navarra Punto de Vista. També fou nominada al millor documental a les Medalles del Cercle d'Escriptors Cinematogràfics de 2017 i als V Premis Feroz.